# قلعة بايين
قلعة بايين هي قرية في مقاطعة لنجان، إيران. عدد سكان هذه القرية هو 288 في سنة 2006.